# Marko Tomas
Marko Tomas (Koprivnica, Croacia, 3 de enero de 1985) es un exbaloncestista croata. Jugaba de escolta y su último club fue el Gaziantep BŞB S.K. turco.

## Trayectoria
Marco Tomas, conocido como “el Jordan Blanco”, comenzó su carrera en las categorías inferiores del KK Radnik. Debutó profesionalmente con el KK Zagreb.
Promediando 4 puntos y 1,4 rebotes en 14 partidos, Tomas no pareció destacar mucho, pero sus dos siguientes años fueron espectaculares. Tomas promedio en el primero de estos años (2003) 12,8 puntos y 5,3 rebotes, y en el segundo (2004) 19,6 puntos, 4,4 rebotes y 2,3 asistencias. El Real Madrid le fichó junto a Igor Rakočević, contrastado jugador serbio que en sus inicios tuvo unos números calcados a los de Tomas. En 2007 se proclama campeón de la Liga ACB y de la Copa ULEB, además de llegar a la final de la Copa del Rey.
En verano de 2007 fue cedido al Alta Gestión Fuenlabrada. En septiembre de 2009 abandonó la disciplina del Real Madrid poniendo rumbo a su país enrolándose en las filas de la Cibona Zagreb

## Selección nacional
Tomas ha sido internacional con la Selección de baloncesto de Croacia. Participó en el Eurobasket 2005, llegando a cuartos de final. También fue internacional en todas las categoría inferiores (Sub-20, Júnior y Juvenil).